# Narella ambigua
Narella ambigua is een zachte koraalsoort uit de familie Primnoidae. De koraalsoort komt uit het geslacht Narella. Narella ambigua werd in 1894 voor het eerst wetenschappelijk beschreven door Studer. 